# Körte
A körte (Pyrus) a rózsavirágúak (Rosales) rendjébe és a rózsafélék (Rosaceae) családjába tartozó növénynemzetség. Kb. 30 főbb faja, nagyobb alfaja és természetben előforduló hibridje létezik.
Számos ehető gyümölcsű fafaj tartozik ide. Az emberiség legalább 3000 éve ismeri, termeszti. A körte nagyon fontos gyümölcs, amelyet számos országban termesztenek világszerte. „Körte” alatt a fán kívül a nemes körte (Pyrus communis) gyümölcsét szokás érteni.

## Származása, elterjedése
Az Óvilág partvidéki és enyhe éghajlatú területein honos, Nyugat-Európától Észak-Afrikáig és Ázsiáig.

## Megjelenése, felépítése
Közepes méretű fái 10–17 méter magasra nőnek. Koronája gyakran keskeny és magas, de némely faja csak cserje méretű.
2–12 cm hosszú, egyszerű levelei váltakozó állásúak. Egyes fajok leveleinek felülete fényes, másoké sűrű ezüst-szőrös; alakjuk a széles-oválistól a keskeny lándzsásig terjed.
2–4 cm átmérőjű, ötszirmú virágai fehérek, néha sárgás vagy rózsaszínes árnyalattal. A rokon almához hasonlóan a körte is almatermésű. A vad fajok gyümölcseinek átmérője 1–4 cm, néhány nemesített változaté akár 18 cm hosszú és 8 cm széles is lehet. A gyümölcs alakja az ellipszoid vagy gömbszerű formától a nemes körte klasszikus körteformáig (hosszúkás alapi rész, gömbölyded vég) terjed.

## Életmódja, termőhelye
A legtöbb körte lombhullató; kivételként 1-2 délkelet-ázsiai faja örökzöld. Jól tűrik a hideget, akár a ‒25 °C – ‒40 °C-os teleket is, de az örökzöld fajok csak kb. ‒15 °C-ig fagyállóak.
A nemes körte gyümölcse július–november között érik be; a júliusban és augusztusban érő fajták a hosszú tárolásra nem alkalmas, úgynevezett nyári körték, mint például a
- Clapp kedveltje,
- Guyot Gyula és
- Vilmos

fajták.
Az olyan eredeti ázsiai fajtákat, mint
- Comice,
- Seckel

augusztus végén szüretelik.
Utóérő gyümölcs, az őszi és a téli fajták megfelelő körülmények között, fajtától függően 1-8 hónapig eltarthatók.Erre a 0–2°C hőmérsékletű, nagy relatív páratartalmú helység a legjobb. Jól tárolható fajták:
- Bosc Kobak,
- Packham’s Triumph,
- Conference,
- Hardenpont téli vajkörte[2]

## Ismertebb nemes körte fajták

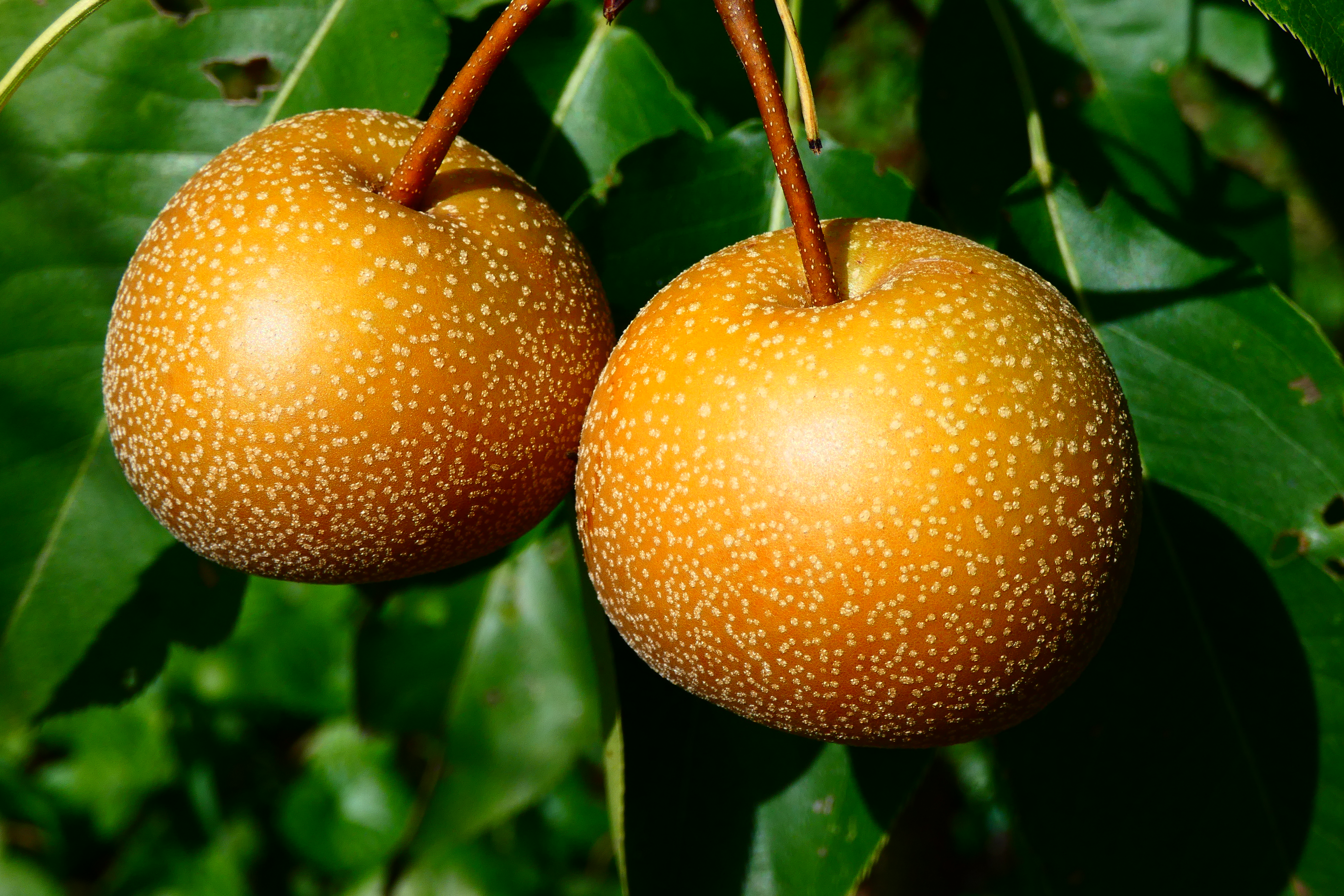
Hosui

### Vilmos
A legelterjedtebb fajta. Augusztus második-harmadik harmadában szedhető és tárolótól függően 1-3 hónapig tartható el. Húsa fehér, olvadó, bő levű, illatos, édes-savanykás, muskotályos zamatú. A feldolgozott gyümölcshús színe is szép világos marad.

### Hosui
Japán egyik fő fajtája és Európában ez a legelterjedtebb. Korán termőre fordul és jó termést hoz. Augusztus harmadik és negyedik hetében szedhető.  A gyümölcshús roppanó, lédús, kissé savas. 2–3 hónapig tárolható.

### Nasi
Neve eredetileg Japánban termesztett körtét jelent; más országokban vízikörte, ázsiai körte, almakörte, körtealma stb. neveken ismerik, Több tulajdonsága is eltér az európai körtétől. Gyümölcse szilárd, mégis ropogós és lédús (85–86 %-a víz). Tápértéke kevesebb, mint az alma- ás az egyéb körtefajtáké, viszont sok benne a cellulóz, a hemicellulóz és a pektin, ezért nagyon egészséges. Íze nem annyira a nálunk hagyományos körtékére, mint inkább a sárgadinnyére, birsre és ananászra emlékeztet.

## Termesztése

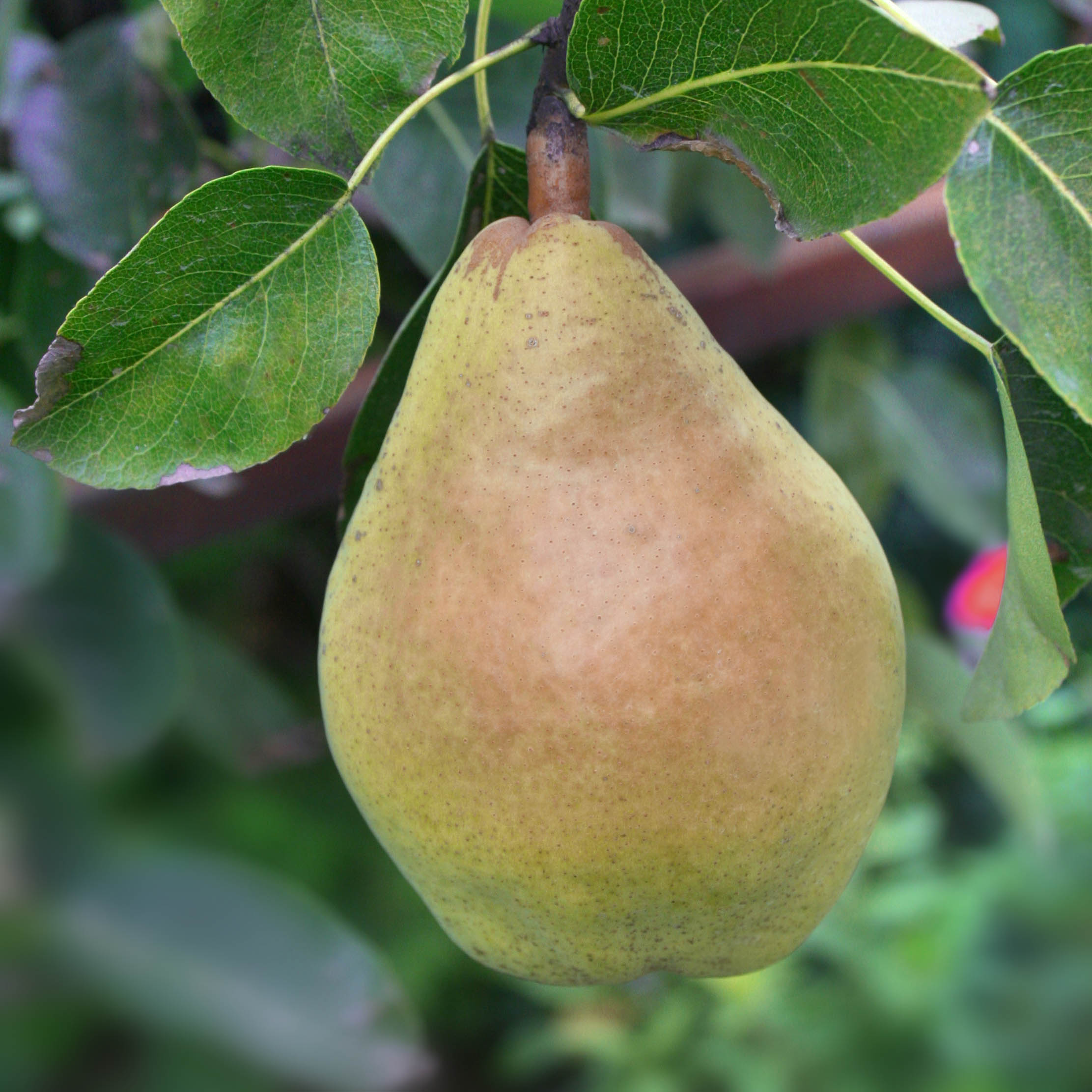
Nemes körte (Pyrus communis)

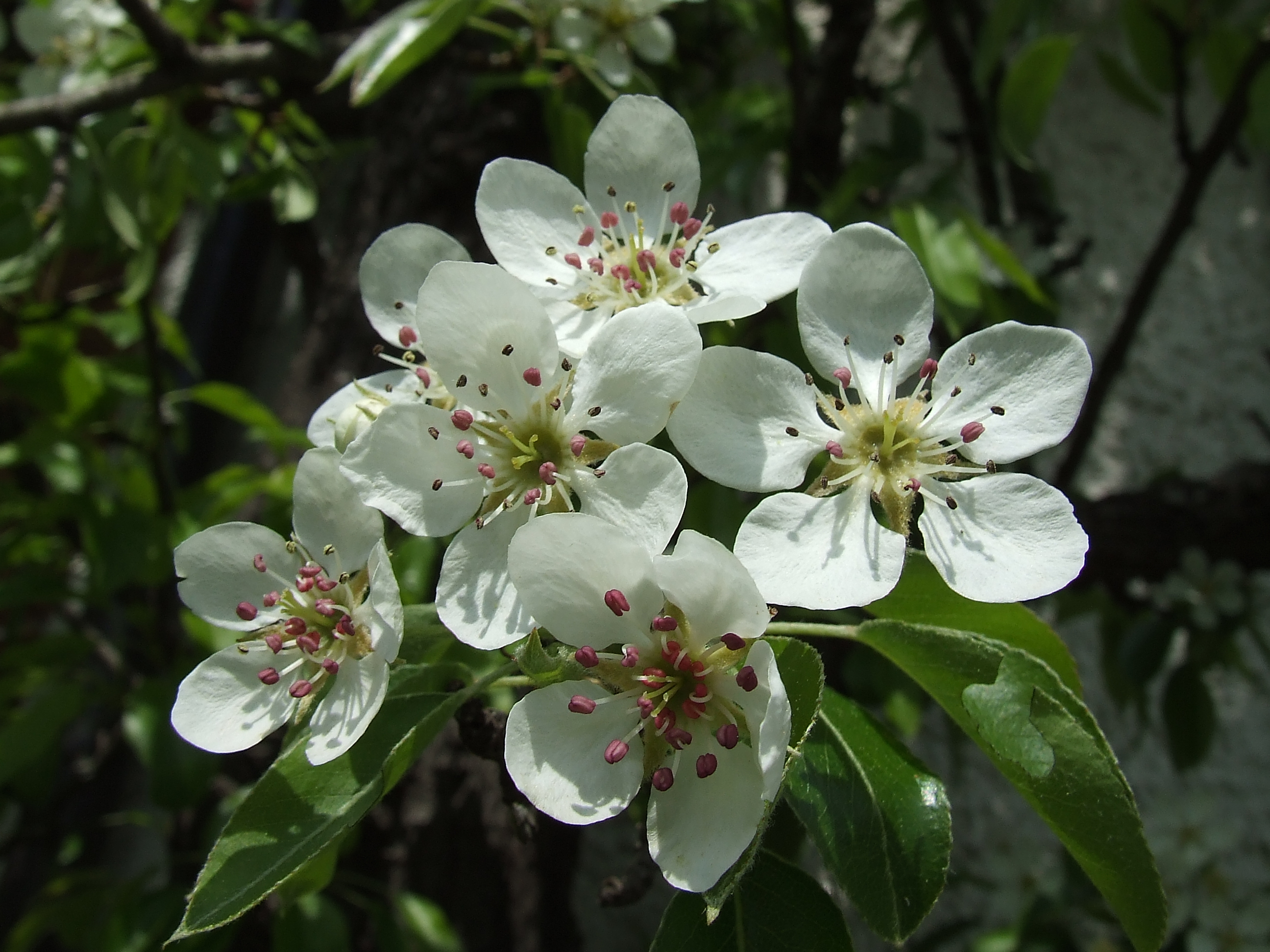
Körtevirág

Termesztése, megporzása, szaporítása az almáéhoz igen hasonló. 2021-ben több mint 80 országban termesztették, és az éves termés mennyisége meghaladta a 26 millió tonnát. A világ legnagyobb termelői 2021-ben Kína, Peru, az Egyesült Államok, Argentína és Törökország voltak. 2021-ben Kínában termett az összes körte 71 %a. Az Európai Unió legnagyobb körtetermelői Olaszország, Hollandia, Belgium és Spanyolország.

### Magyarországon
Magyarországon a 2010-es évek közepéig évi átlag 33 000 tonna termett, a kiemelkedő években akár 40 000 is. A legfőbb hazai termőterületek az Alpokalján, a Bodrogközben és Szatmárban voltak. Már ekkor is úgy válték azonban, hogy Magyarországon az öntözés, a szakképzett munkaerő, valamint a megfelelő növényvédő szerek hiánya miatt egyáltalán nem tartozik a gazdaságosan termeszthető gyümölcsök közé.
Azóta a termőterület folyamatosan csökken; 2024-ben már csak 1886 hektár volt. A fő termőterületek:
- Szabolcs-Szatmár-Beregb (514 hektár),
- Borsod-Abaúj-Zemplén (410 hektár),
- Heves és Zala 200-200 hektár,
- Pest megye és Bács-Kiskun 100-100 hektár.[4]

A teljes termelés fele Vilmos, mellette jelentős a Fétel Apát (Abate Fétel) és az Alexander (Bosc kobak) is, 1000-1000 tonna körül. A termőterületnél is jobban csökken a termés mennyisége, ahogy a régi ültetvények elöregednek. A kereslet a gyümölcs drágulásával csökken.
A hazai termés 20-40 százalékát (főleg a Vilmost) a feldolgozóipar vásárolja fel. Hazánk régóta nettó körteimportőr: az éves export 100–850 tonna, az import 6–8 ezer tonna.

## Fontosabb fajok
- Pyrus amygdaliformis
- Pyrus armeniacifolia
- osztrák körte (Pyrus x austriaca)
- nyírlevelű körte (Pyrus betulifolia)
- Pyrus boissieriana
- Pyrus × bretschneideri – kínai fehér körte, néha a Pyrus pyrifolia alfajaként kezelik
- kínai díszkörte (Pyrus calleryana)
- nemes körte (Pyrus communis)
- Pyrus cordata
- Pyrus cossonii
- Pyrus dimorphophylla
- ezüstös levelű díszkörte (Pyrus elaeagrifolia)
- Pyrus fauriei
- Pyrus gharbiana
- Pyrus glabra
- Pyrus hondoensis
- Pyrus koehnei – Dél-Kínában és Tajvanban élő örökzöld körte
- Pyrus korshinskyi
- magyar vadkörte (Pyrus magyarica)
- Pyrus mamorensis
- vastaggallyú körte (Pyrus nivalis)
- Pyrus pashia
- Pyrus × phaeocarpa
- Pyrus pseudopashia
- vadkörte (Pyrus pyraster)
- japán körte (Pyrus pyrifolia)
- Pyrus regelii
- fűzlevelű körte (Pyrus salicifolia)
- Pyrus × serrulata
- Pyrus × sinkiangensis – a P. ×bretschneideri, Pyrus ussuriensis és a Pyrus communis hibridjének tartják
- szíriai körte (Pyrus syriaca)
- usszuri körte (Pyrus ussuriensis)
- Pyrus xerophila

## Betegségei, kártevői

### Gyökér, korona
- Baktériumos gyümölcsgolyva: A fiatal fák gyengén fejlődnek, a gyökérnyaki részen, illetve a fő és mellékgyökereken előbb fehéres, majd barna színű kinövések láthatók.
- Cserebogár: A fiatal fák elpusztulnak, az idősebb fák koronarészei hervadnak, majd elpusztulnak. A kitakart gyökérzet, vagy akár a főgyökér elrágott, a károsítás helyén csontszínű pajorok találhatók.
- Gyümölcsfák nektriás ágelhalása és ágrákbetegsége: A koronán száraz ágak, ágcsoportok találhatók, a károsodott ágrészeken narancs-, vagy vörös színű kiemelkedések, rákos sebek találhatók.
- Körtefák baktériumos virág- és ágelhalása: Az ágrészeken háncspusztulás figyelhető meg, majd a felette lévő ágrész elhal.
- Kaliforniai pajzstetű: A pusztulás a korona csúcsán kezdődik, a károsított részeken barnásszürke, vagy szürke, lekaparható réteges bevonat található.
- Körte fuziákumos varasodása: A rügyek nem hajtanak ki, a vessző felületén sötét színű fekélyes foltok láthatók - a teljes ág elpusztulása.

### Rügy, hajtás
- Rügyfúróbogár: A rügyek nem hajtanak ki, oldalukon kerek lyuk látható.
- Lombrágók, hernyók, téli araszolók:  A duzzadó, majd fakadó rügyek, később a fiatal hajtások és levelek is megrágottak. A károsítás helyén különböző, nagyobb testű hernyók fedezhetők fel.
- Sodrómolyok: A fakadó rügyek kiodvasítottak, később a fejlődő hajtások megrágottak, levelek szövedékkel összesodrottak. A károsított részeken, az összesodrott levelekben különböző színű hernyók illetve peték találhatók.
- Hajtáshervasztó darázs: A károsított rész elszárad, az egészséges és az elpusztult részek határán csavarvonalban szúrásnyomok láthatók.
- Hajtástörő ereszlény: A pusztuló rész letörik.
- Hamvas körte-levéltetű: A hajtásvégek levelei besodródnak, rajtuk viaszportól hamvasnak tűnő rovarok találhatók.

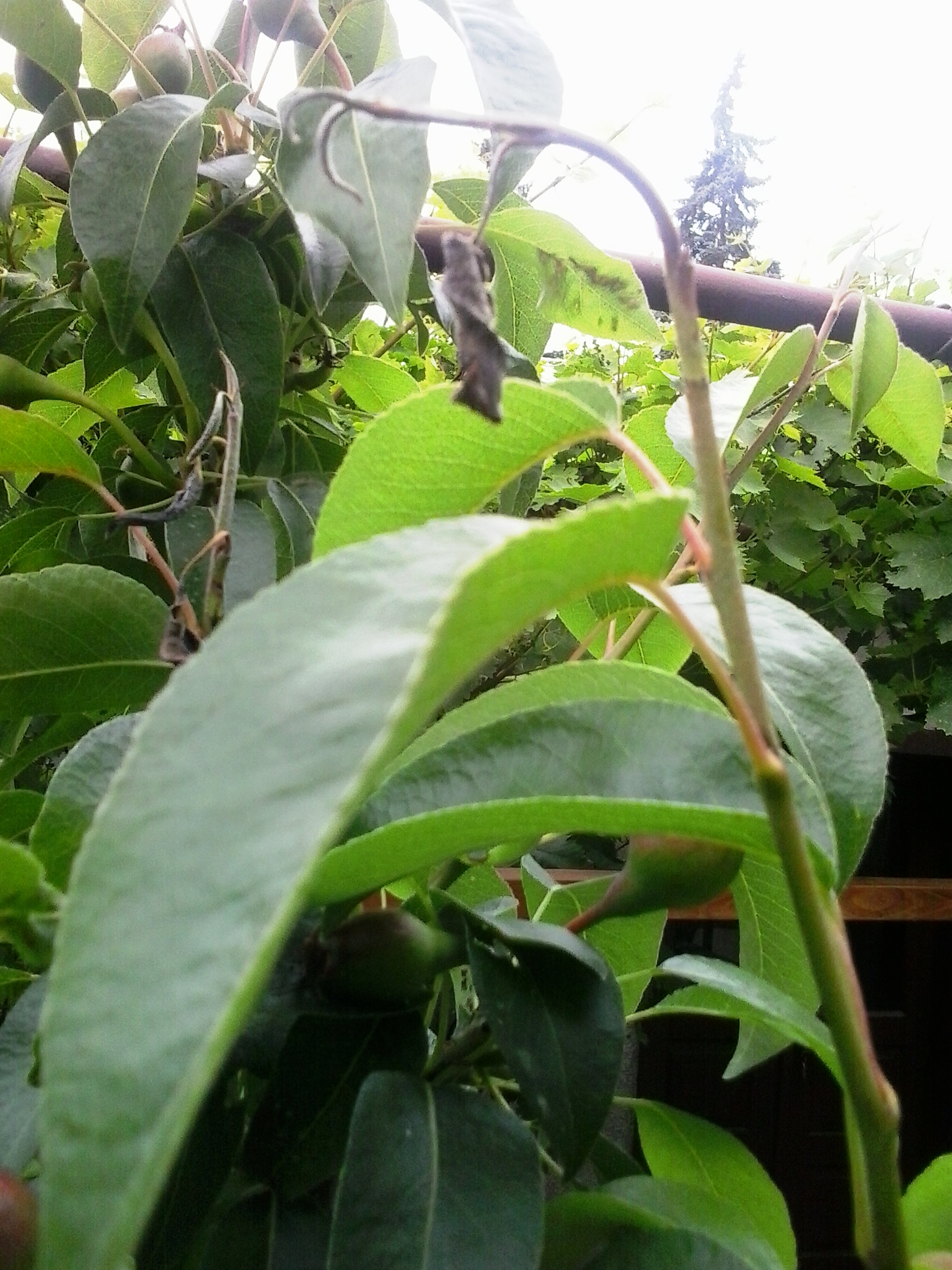
A körtehajtás-hervasztó darázs kártétele

### Levél
- A körte fuzikládiumos varasodása: A leveleken különböző méretű sötét foltok láthatók, erős fertőzés esetén levélhullás tapasztalható.
- A körte (és birs) fabreás betegsége: A folt először a levélfonákon, olajzöld, majd barna, később feketedő.
- A körte (és alma) elzionés foltossága: A folt kicsi, pirosasbarna, barna, majd megnagyobbodik, közepe kifehéredik, a szélek pirosak maradnak.
- Recés levélpoloska: A leveleken apró, sárga színű foltok, vagy sárga elszíneződés, a levélfonákon fényes, fekete ürülékszemcsék és szívogató rovarok találhatók.
- Takácsatkák: A levélfonákon finom szövedék védelmében , vagy szövedék nélkül szívogató, szabadszemmel alig felfedezhető méretű rovarok.
- Körte levélbolha: Besodródott, deformálódott leveleken különböző rovarok tömegesen szívogatnak.
- Levéltetvek: A szívogató rovarok teste gömbölyded alakú, barnás színezetű, esetleg világos-, illetve sötétzöld,  melyek a rajtuk lévő viaszbevonattól hamvasnak látszanak.
- Levélbarkók: A levéllemez széle kicsipkézett, vagy szabálytalan alakban megrágott.
- Sodrómolyok: A levelek megrágottak, szövedékkel összehúzottak, a kártétel helyén fürge mozgású hernyók találhatók.
- Körterozsda

### Bimbó, virág
- Rügyfúró bogár: A virágrügyek nem hajtanak ki, oldalukon apró kerek lyuk található.
- Bimbólikasztó bogár: A bimbók nem nyílnak ki, a szirmok barnák, elszáradnak.
- A körte fuzikládiumos varasodása: A sziromlevélen és a virágkocsányon olajzöld, később barna, bársonyos foltok találhatók, a kötődött gyümölcs lehullik.
- Körtedarázs: A porzószálak és a bibe között félkörben futó, fekete színű aknázójárat található.
- Körte levélbolha: Zöldessárga szívogató rovarok, sok mézharmatot ürítenek, amelyen korompenész telepedik meg és megfeketíti a károsított részt.

### Termés
- A körte (és birs) fabreás betegsége: A gyümölcsön különböző nagyságú és színű foltok láthatók. A folt apró, fekete és beboríthatja a gyümölcs nagy részét.
- A körte fuzikládiumos varasodása: A folt olajbarna, bársonyos, később sötétbarna, fekete és berepedezik. A gyümölcs torzul.
- A körte (és alma) elzionés foltossága: A folt pirosasbarna, határozott körvonalú, később a közepe fehéredik, a szélek pirosak maradnak.
- Almatermésűek moníliás gyümölcsrothadása: A folt barna, rothadó, egyre nagyobbodó, rajta körök mentén fehér, vagy sárgás penészpárnák láthatók. A fertőzött gyümölcs egy része mumifikálódva a fán marad.
- Kaliforniai pajzstetű: A folt piros gyűrű formájú, közepén általában megtalálható a szürkésbarna színű - lekaparható pajzs.
- Körte levélbolha: A gyümölcs deformálódik, a mézharmattól és az azon megtelepedő korompenésztől fekete.
- Almamoly: A gyümölcs felületén egy kisebb és egy nagyobb lyuk található. A nagyobb ürülékkel szennyezett, a gyümölcs belseje kirágott, benne halványvörös hernyó található.
- Körtemoly: A gyümölcs felületén egy kis bemélyedés és ha már a kártevő elhagyta, egy kerek, rágcsálékmentes lyuk található. A magok kirágottak.
- Sodrómolyok: A gyümölcs felülete megrágott, a hozzánőtt levél védelmében különböző hernyók találhatók.
- Darazsak: Az érő gyümölcs szabálytalan alakban megrágott. A héj alatt nagyobb katlan alakú üregben több darázs is található.